# Harry Lloyd
Harry Charles Salusbury Lloyd (Londres, 17 de novembro de 1983) é um ator britânico. Ele é conhecido por seu o papel de Will Scarlet do drama da BBC, Robin Hood, por ter interpretado Viserys Targaryen na série de televisão Game of Thrones da HBO e por interpretar Charles Xavier na terceira temporada da série Legion.

## Biografia
Lloyd nasceu em Londres. Ele e é o tataraneto do escritor vitoriano Charles Dickens, sua mãe, publicadora de livros infantis Marion Dickens, é filha de Peter Dickens. Seu pai, Johnathan Lloyd, possui uma agência literária. Ele é sobrinho da biógrafa e escritora Lucinda Hawksley, e do ator Gerald Dickens.
Lloyd foi educado no Eton College e, enquanto lá, fez sua estréia na televisão aos 16 anos, como James Steerforth, na adaptação em 1999 da BBC's de David Copperfield. Em 2002 ele foi escolhido para o jovem Rivers em Goodbye Mr Chips. Lloyd então estudou Inglês na faculdade Christ Church, Oxford, onde se juntou à Sociedade Dramática de Oxford, aparecendo em várias peças, tais como Kiss of the Spider Woman, e também como Antipholus de Saracusa na peça de Shakespeare The Comedy of Errors. Também atuou como Jeremy Baines na série britânica Doctor Who Ele deixou Oxford em 2005.
Em 2007, Lloyd fez sua estréia no palco profissional no Trafalgar Studios em A Gaggle of Saints, uma das três pequenas peças que compõem Bash de Neil LaBute, pelo qual ele recebeu muitas críticas positivas. Ele interpretou Jeremy Baines, um estudante cuja mente é dominada por uma espécie de alienígenas chamada Família do Sangue, nos episódios de Doctor Who "Human Nature" e "The Family of Blood". Ele foi sugerido como um possível candidato a interpretar o Doctor quando David Tennant deixou o papel.
Em 2011, Lloyd apareceu como Viserys Targaryen na série da HBO Game of Thrones. Ele também apareceu na comédia da BBC, Taking The Flak, e como Herbert Pocket em Great Expectations. Ele teve pequenos papéis em Jane Eyre e A Dama de Ferro, e estrelou como o filho de um gangster em The Fear, que foi ao ar no Channel 4 em dezembro de 2012. Em 2012, ele apareceu como Sir Edmund Mortimer no filme de televisão da BBC The Hollow Crown: Henry IV, Parte 1, e ele interpretou Ferdinand, O Duque da Calábria, em A Duquesa de Malfi no Old Vic em Londres. Ele assumiu seu primeiro papel principal no longa-metragem Closer to the Moon, lançado em 2014. Lloyd também apareceu como Brian, o ficcionalizado colega de quarto de Stephen Hawking, no filme A Teoria de Tudo, ao lado do vencedor do Oscar Eddie Redmayne e da nomeada ao Oscar Felicity Jones.
Em 2015, Lloyd co-criou a série da web Supreme Tweeter, na qual ele estrela como uma versão ficcional de si mesmo. No ano seguinte, ele interpretou Adolf Opálka no épico filme de guerra Anthropoid, também estrelado por Jamie Dornan e Cillian Murphy. Ele também apareceu na série ITV Marcella. Ele retornou ao palco para a produção Good Canary no Rose Theatre, que foi dirigido por John Malkovich no papel de protagonista. Em 2017, ele filmou para o papel de Peter Quayle na série de ficção científica Counterpart com JK Simmons, e estrelou como jovem Joe Castleman no filme The Wife, uma adaptação do livro de Meg Wolitzer, contracenando com Glenn Close e Jonathan Pryce (o último interpretando o Joe mais velho).
Em 2019, interpretou Charles Xavier na terceira temporada da série Legion. Embora tenha protagonizado apenas três episódios, seu papel é crucial para o desfecho da trama e foi oferecido a ele. Em entrevista ao site Collider  (em inglês), ele afirmou não ter se dado conta da importância do personagem de início, já que disseram a ele que interpretaria "um veterano de guerra britânico". Ele considera que sua versão de Xavier é "mais confusa" porque a série permite essa irreverência com o Universo Marvel.

## Filmografia

### Filmes
| Ano  | Título                   | Personagem             | Diretor          |
| ---- | ------------------------ | ---------------------- | ---------------- |
| 2011 | Jane Eyre                | Richard Mason          | Cary Fukunaga    |
| 2011 | The Iron Lady            | Denis Thatcher (jovem) | Phyllida Lloyd   |
| 2013 | Closer to the Moon       | Virgil                 | Nae Caranfil     |
| 2014 | Big Significant Things   | Craig Harrison         | Bryan Reisberg   |
| 2014 | The Riot Club            | Lord Riot              | Lone Scherfig    |
| 2014 | The Theory of Everything | Brian                  | James Marsh      |
| 2015 | Narcopolis               | Ben Grieves            | Justin Trefgarne |
| 2015 | The Show                 | Geoffrey               | James Alexandrou |
| 2016 | Anthropoid               | Adolf Opálka           | Sean Ellis       |
| 2017 | The Wife                 | Joe Castleman (jovem)  | Björn Runge      |
| 2019 | Philophobia              | Sr. Jackson            | Guy Davies       |

### Curta metragens
| Ano  | Título         | Personagem | Diretor              |
| ---- | -------------- | ---------- | -------------------- |
| 2009 | Oscar & Jim    | Gerry      | Iain Weatherby       |
| 2011 | The Half-Light | Second Man | Prasanna Puwanarajah |
| 2013 | Desire         | Chris      | Leon Ockenden        |

### Televisão
| Ano           | Título                             | Personagem                                     | Notas                                                                                   |
| ------------- | ---------------------------------- | ---------------------------------------------- | --------------------------------------------------------------------------------------- |
| 1999          | David Copperfield                  | James Steerforth (jovem)                       | Filme de Televisão                                                                      |
| 2002          | Goodbye, Mr. Chips                 | Rivers                                         | Filme de Televisão                                                                      |
| 2005          | Murder Investigation Team          | Matt Pattinson                                 | Temporada 2, Episódio 1                                                                 |
| 2005          | The Bill                           | Matt Richie                                    | Episódio 377                                                                            |
| 2006          | Holby City                         | Damon Hughes                                   | Episódio: "Flight of the Bumblebee"                                                     |
| 2006          | Vital Signs                        | Jason Bradley                                  | 5 episódios                                                                             |
| 2006          | Genie in the House                 | Nev                                            | Episódio: "Puppy Love"                                                                  |
| 2006–2007     | Robin Hood                         | Will Scarlett                                  | 26 episódios                                                                            |
| 2007          | Doctor Who                         | Jeremy Baines                                  | 2 episódios                                                                             |
| 2008          | Heroes and Villains                | Lucas                                          | Episódio: "Richard the Lionheart"                                                       |
| 2008          | The Devil's Whore                  | Ruperto do Reno                                | Episódio 1                                                                              |
| 2009          | Lewis                              | Peter                                          | Episódio: "Counter Culture Blues"                                                       |
| 2009          | Taking the Flak                    | Alexander Taylor-Pierce                        | 5 episódios                                                                             |
| 2011          | Game of Thrones                    | Viserys Targaryen                              | 5 episódios Indicado ao Scream Award por Melhor Conjunto                                |
| 2011          | Great Expectations                 | Herbert Pocket                                 | Mini-serie; 2 episódios                                                                 |
| 2012          | The Hollow Crown: Henry IV, Part 1 | Sor Edmund Mortimer                            | Television film                                                                         |
| 2012          | The Fear                           | Matty Beckett                                  | Minisérie; 4 episódios Indicado ao British Academy Television Award por Ator Coajuvante |
| 2014          | Manhattan                          | Paul Crosley                                   | 23 episodes                                                                             |
| 2015          | Wolf Hall                          | Lorde Henry Percy, 6.º Conde de Northumberland | Minisérie; 3 episódios                                                                  |
| 2016          | Marcella                           | Henry Gibson                                   | 8 episódios                                                                             |
| 2017–presente | Counterpart                        | Peter Quayle                                   | 18 episódios                                                                            |
| 2018          | Hang Ups                           | Nathan Slater                                  | 4 episódios                                                                             |
| 2019          | Legion                             | Professor X / Charles Xavier                   | 3 episódios                                                                             |
| 2019          | Brave New World                    | Bernard Marx                                   |                                                                                         |
| 2021          | Arcane                             | Viktor                                         | Série da Netflix                                                                        |

## Teatro
| Ano  | Título                   | Personagem             | Notas                                          |
| ---- | ------------------------ | ---------------------- | ---------------------------------------------- |
| 2003 | Kiss of the Spider Woman | Valentin Arregui Paz   | Oxford University Dramatic Society             |
| 2005 | The Comedy of Errors     | Antipholus of Syracuse | Oxford University Dramatic Society             |
| 2008 | The Sea                  | Willy Carson           | Theatre Royal Haymarket                        |
| 2009 | A View from the Bridge   | Rodolpho               | Duke of York's Theatre                         |
| 2010 | The Little Dog Laughed   | Alex                   | Garrick Theatre                                |
| 2012 | The Duchess of Malfi     | Duke Ferdinand         | The Old Vic                                    |
| 2014 | Notes From Underground   | Homem no Subterrâneo   | Various in Paris; Print Room Coronet in London |
| 2016 | Good Canary              | Jack                   | Rose Theatre, Kingston                         |